# Ollezy

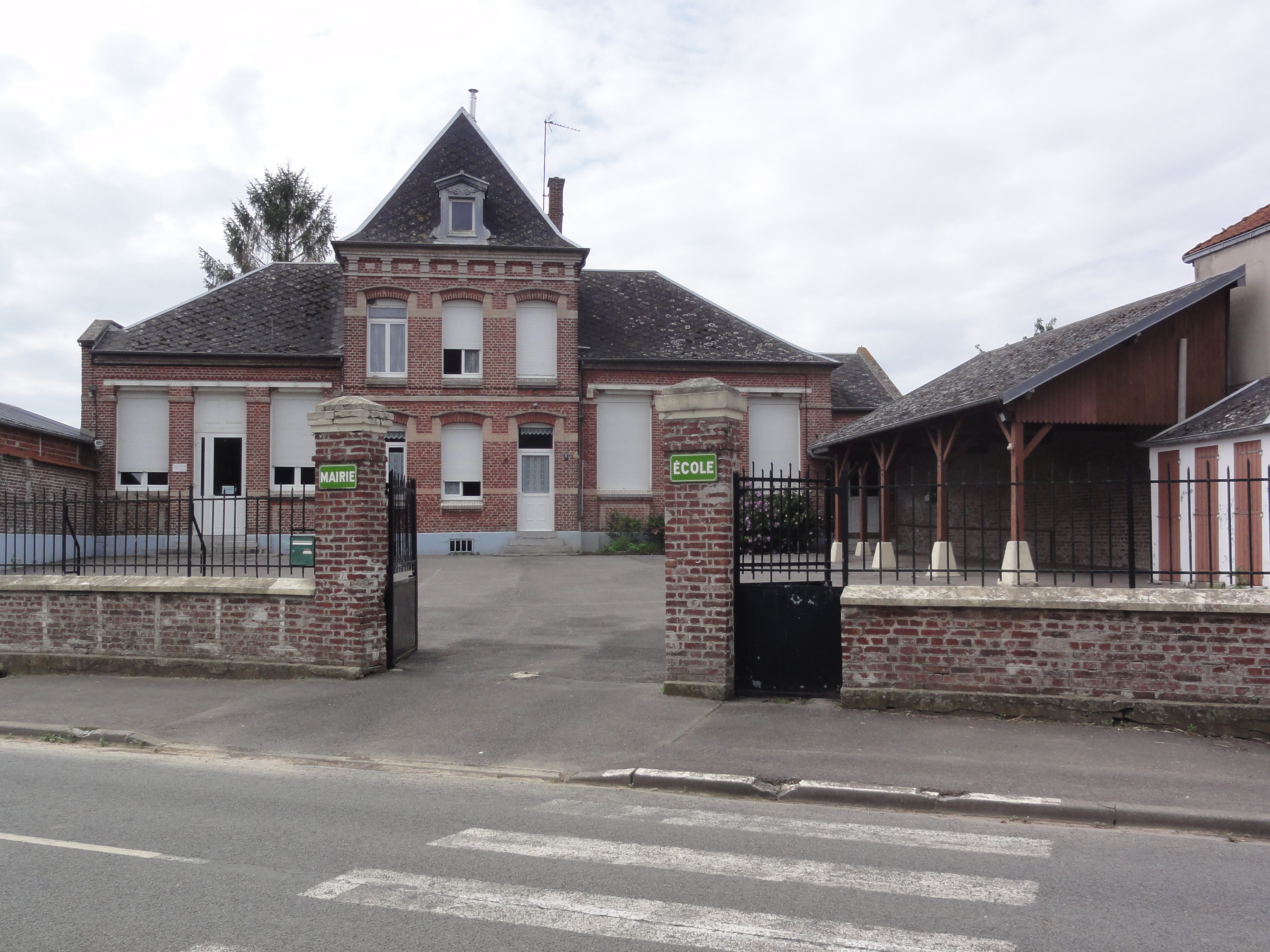
School

Ollezy is een gemeente in het Franse departement Aisne (regio Hauts-de-France) en telt 141 inwoners (2004). De plaats maakt deel uit van het arrondissement Saint-Quentin.
Na de gemeenteraadsverkiezingen van 1945, de eerste waarbij vrouwen kiesrecht hadden, werd Marte Van Hyste burgemeester als een van de eersten van Frankrijk.

## Geografie
De oppervlakte van Ollezy bedraagt 5,4 km², de bevolkingsdichtheid is 26,1 inwoners per km².
De onderstaande kaart toont de ligging van Ollezy met de belangrijkste infrastructuur en aangrenzende gemeenten.

## Demografie
Onderstaande figuur toont het verloop van het inwonertal (bron: INSEE-tellingen).
Vanwege een beveiligingsprobleem met de MediaWiki Graph-software is het momenteel niet mogelijk deze grafiek weer te geven. Zodra de software is bijgewerkt zal de grafiek vanzelf weer zichtbaar worden.